# Северный Ферганский канал
Северный Ферганский канал (узб. Shimoliy Fargʻona kanali, тадж. Канали Фарғонаи Шимолӣ) — крупный ирригационный канал в Узбекистане и Таджикистане, в северной части Ферганской долины. Голова находится в Узбекистане, из реки Нарын, у города Учкурган, ниже плотины Уч-Курганской ГЭС, на границе Киргизии и Узбекистана, устье — в Согдийской области Таджикистана. Построен в 1940 году. Общая протяжённость канала — 160 км, из них 60 км — таджикская часть (по территории Аштского района — 25 км).
Строительство Северного Ферганского канала началось в 1940 году. Канал прокладывался методом скоростной народной ирригационной стройки. Земляные работы на таджикской части были завершены за 14 дней, с 21 февраля по 6 марта 1940 года. Его строили 19,6 тыс. человек.
Канал проложен параллельно руслу Нарына и Сырдарьи. Северный Ферганский канал проходит через Наманган. Подпитывается водами правых притоков Сырдарьи — рек Сумсар, Касансай, Гавасай и Чадаксай.